# John Kuck
John H. Kuck, detto Johnny (Wilson, 27 aprile 1905 – Wilson, 21 settembre 1986), è stato un pesista statunitense.

## Palmarès
| Anno | Manifestazione | Sede      | Evento         | Risultato | Misura  | Note                              |
| ---- | -------------- | --------- | -------------- | --------- | ------- | --------------------------------- |
| 1928 | Olimpiadi      | Amsterdam | Getto del peso | Oro       | 15,87 m | Record olimpico · Record mondiale |